# Mansour Matloubi
Mansour Matloubi é um jogador iraniano de Poker. Campeão da Série Mundial de Pôquer em 1990.